# Зал ожидания (короткометражный фильм)
«Зал ожидания» (нидерл. De Wachtkamer) — кинофильм режиссёра Йоса Стеллинга, вышедший на экраны в 1996 году.

## Содержание
Большой вокзал, типичный для какого-нибудь большого города. Пассажиры, ожидающие свой поезд, коротают время. Кто-то с интересом наблюдает за другими, кто-то настолько погружен в свои проблемы, что ничего вокруг себя не замечает. Самоуверенный герой фильма занят тем, что раздевает взглядом некоторых присутствующих здесь женщин, пока его жена пошла за кофе. Красавица в голубом, на его удивление, смело отвечает на его взгляд. Очевидно, сегодня его счастливый день. До того времени, когда возвращается его жена, он успевает пережить несколько необычное прямо под бдительными взглядами других пассажиров. И очень вероятно, что в следующий раз, когда он увидит красивую женщину, он будет вести себя гораздо осторожнее.

## Роли
| Актёр         | Роль              |
| ------------- | ----------------- |
| Бьянка Кодам  | Женщина в голубом |
| Жене Бервутс  | Мужчина           |
| Аннет Мальерб | Его жена          |

## Съемочная группа
- Режиссёр — Йос Стеллинг
- Сценарист — Йос Стеллинг
- Продюсер — Антон Крамер, Мариетт Ризенбек
- Композитор — Мауритс Овердульфе

## Призы
- 1996 - Лучший короткометражный фильм - Gouden Kalf, Голландия
- 1997 - Приз от прессы - Gouden Roos, Швейцария
- 1997 - Золотой Грифон - Saint Petersburg International Festival of Festivals, Россия
- 1998 - Приз жюри - Mediawave, Венгрия